# Gelbbürzel-Laubtyrann

Verbreitungsgebiet des Gelbbürzel-Laubtyranns

Der Gelbbürzel-Laubtyrann (Phylloscartes roquettei) ist ein seltener Sperlingsvogel aus der Familie der Tyrannen. Er ist endemisch im brasilianischen Bundesstaat Minas Gerais. Benannt ist die Art nach dem brasilianischen Ethnologen Edgar Roquette-Pinto.

## Beschreibung
Der Gelbbürzel-Laubtyrann erreicht eine Länge von 11,5 cm. Sein Gefieder ist überwiegend olivgrün. Stirn und Zügel sind hellrot. Im Bereich der Flügel sind schwache gelbe Bänder zu erkennen. Die Unterseite ist hellgelb, die Kehle ist durch eine kräftige Gelbfärbung charakterisiert. Der Schwanz ist leicht aufgerichtet und schmal. Sein Gesang besteht aus einem schnell zwitschernden pr'r'r'r' it tit-tit-tit und scharfen Pieplauten.

## Lebensweise
Der Gelbbürzel-Laubtyrann bevorzugt halbtrockenes Waldland und Galeriewälder, die von mittleren Feuchtigkeitsverhältnissen geprägt sind. Sowohl in den trockenen Wäldern, als auch in Galeriewäldern ist er auf den oberen Ästen von hohen, jungen Bäumen anzutreffen, die ihm als Sitzwarte für die Insektenjagd dienen.

## Status
Der Gelbbürzel-Laubtyrann wurde im Juli 1926 bei Januária in Minas Gerais entdeckt. Der zweite Nachweis erfolgte im Jahre 1977 an beiden Seiten des Rio São Francisco. Nach erfolglosen Suchen in den Jahren 1985, 1986 und 1987 beobachtete man 1993 ein paar Exemplare bei Várzea da Palma, nahe Pirapora (ungefähr 190 km südlich der Terra typica). Ein Männchen wurde 1995 bei Francisco Dumont (ungefähr 250 km südlich der Terra typica) gesammelt. Nach Suchaktionen in den Jahren 1998, 1999 und 2002 schätzt die Organisation BirdLife International den Bestand auf 50 bis 250 Exemplare und stuft die Art in die Kategorie „vom Aussterben bedroht“ ein. Der Lebensraum des Gelbbürzel-Laubtyranns ist durch Rodungen stark fragmentiert. Zusätzliche Gefährdungen gehen von der Holzkohlegewinnung, der landwirtschaftlichen Nutzung, dem Kalksteinabbau im Flussbecken des Rio São Francisco sowie von einem groß angelegten Bewässerungsprojekt aus.